# 요코하마 마이니치
요코하마 마이니치(Yokohama Mainichi Shinbun)는 1871년에 개항장인 요코하마에서 창간된 일본 최초의 일간신문이다.